# Darkovce
Darkovce (cyr. Дарковце) – wieś w Serbii, w okręgu jablanickim, w gminie Crna Trava. W 2011 roku liczyła 94 mieszkańców.